# 大塚駅 (東京都)
大塚駅（おおつかえき）は、東京都豊島区南大塚三丁目にある、東日本旅客鉄道（JR東日本）山手線の駅である。
本項では、付近にある東京都交通局都電荒川線（東京さくらトラム）の大塚駅前停留場（おおつかえきまえていりゅうじょう）についても記述する。

## 乗り入れ路線
大塚駅にJR東日本の山手線、大塚駅前停留所に東京都交通局の都電荒川線が乗り入れ、接続駅となっている。
JR東日本の駅には環状線としての山手線電車のみが停車し、山手貨物線を走行する湘南新宿ラインやその他の列車はホームがないため停車しない。特定都区市内制度における「東京都区内」および「東京山手線内」に属している。駅番号はJR東日本が「JY 12」、東京都交通局（大塚駅前停留場）が「SA 23」。

## 歴史

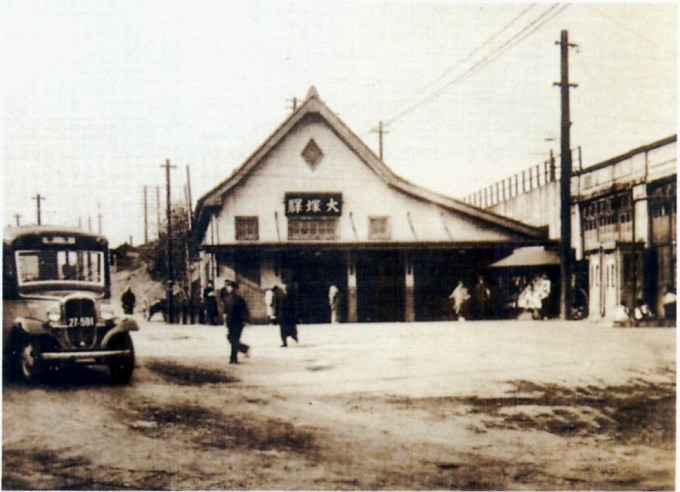
1928年から1944年の間に撮影された大塚駅

山手線の駅は、日本鉄道が当時の目白停車場付近から田端停車場までを短絡する路線を敷設した際に設置された。当初は現在のびっくりガード付近から分岐して田端までを直線的に結ぶ計画だったが、2度の変更を経て現在の山手線の経路で着工することになった。この着工時の計画では当地（当時・巣鴨村大字巣鴨字宮仲）の小字から「宮仲停車場」とされていたが、開業時には東京市内の最寄りの地名から「大塚」と名付けられている。
当駅周辺はもともと巣鴨村（のち西巣鴨町）であり、駅前の巣鴨警察署をはじめ当駅周辺や当駅より西側や南側でも「巣鴨」と名が付くものがいくつか存在している。しかし、駅の開業後は駅名に合わせて次第に「大塚」と呼ばれるようになり、1969年の住居表示実施に伴い、実態に合わせて現在の「北大塚」および「南大塚」となった。駅名から町名が変更された例としては山手線沿線では他に「恵比寿」、「代々木」、「高田馬場」、「目黒」、沿線以外では「新小岩」、「中野」、「中板橋」、「練馬」（西武・都営）等がある。
都電の大塚駅前停留場としては、かつては現在の荒川線の停留場とは別に、1971年に廃止された大塚線（16系統、都営バス都02系統の前身）にも大塚駅前停留場が存在した。こちらは現在の大塚駅南口交差点の南付近にあった路線終点であり、荒川線とは線路が分断されていた。
第二次世界大戦前はデパート、花街もあり賑わっていたため、大塚に地下鉄が乗り入れる計画があったが、大塚駅一帯は低地で、地下鉄を通す技術が難しかったこともあり、実現しなかった。

### 年表

#### JR東日本
- 1903年（明治36年）4月1日：日本鉄道の駅が開業[5]。貨物営業も開始（一般駅）[5]。
- 1906年（明治39年）11月1日：鉄道国有法により国有化[5]。
- 1909年（明治42年）10月12日：線路名称制定により山手線の所属となる。
- 1974年（昭和49年）10月1日：貨物の取扱が廃止[5]。
- 1986年（昭和61年）11月1日：荷物扱いを廃止[5]。
- 1987年（昭和62年）4月1日：国鉄分割民営化に伴い、東日本旅客鉄道（JR東日本）の駅となる[5]。
- 1990年（平成2年）
  - 10月20日：北口に自動改札機を設置し、供用開始[6]。
  - 12月15日：南口に自動改札機を設置し、供用開始[7]。
- 2001年（平成13年）11月18日：ICカード「Suica」の利用が可能となる[広報 1]。
- 2009年（平成21年）10月17日：南北自由通路が使用を開始[8]。
- 2013年（平成25年）
  - 4月20日：ホームドアの使用を開始[9]。
  - 9月12日：商業施設「アトレヴィ大塚」が開業[10][11]。
- 2017年（平成29年）5月15日：業務委託化[12]。
- 2021年（令和3年）10月31日：みどりの窓口の営業を終了[13][14]。

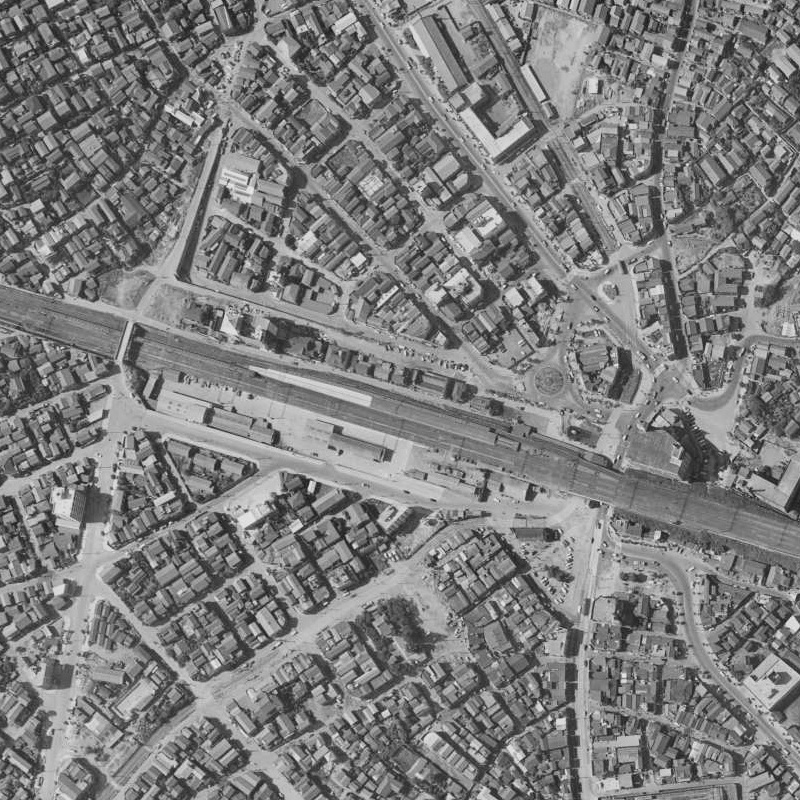
大塚駅周辺の白黒空中写真（1963年6月）
国土交通省 国土地理院 地図・空中写真閲覧サービスの空中写真を基に作成
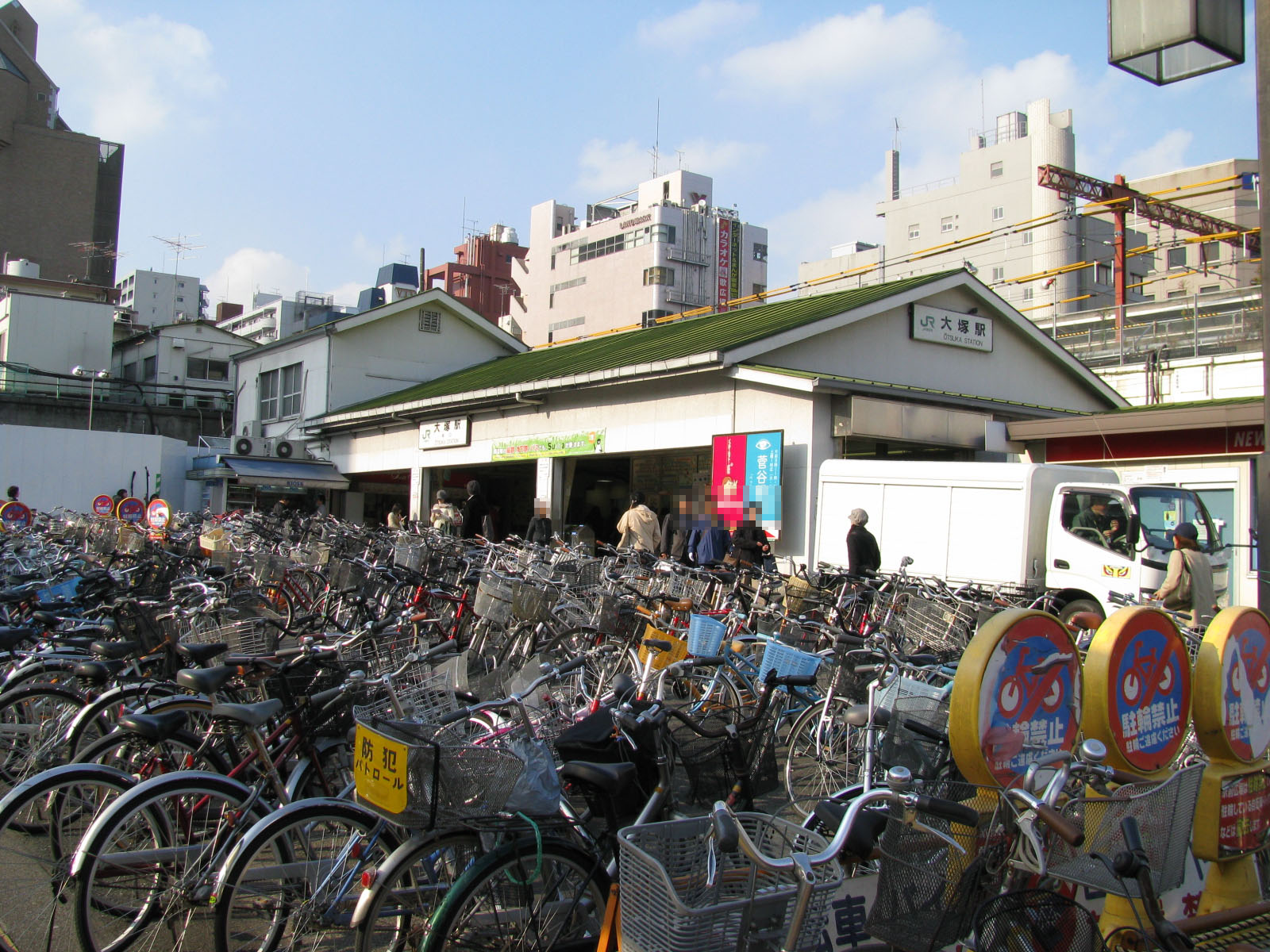
駅ビル建設のため2009年に解体された旧駅舎（2007年12月）
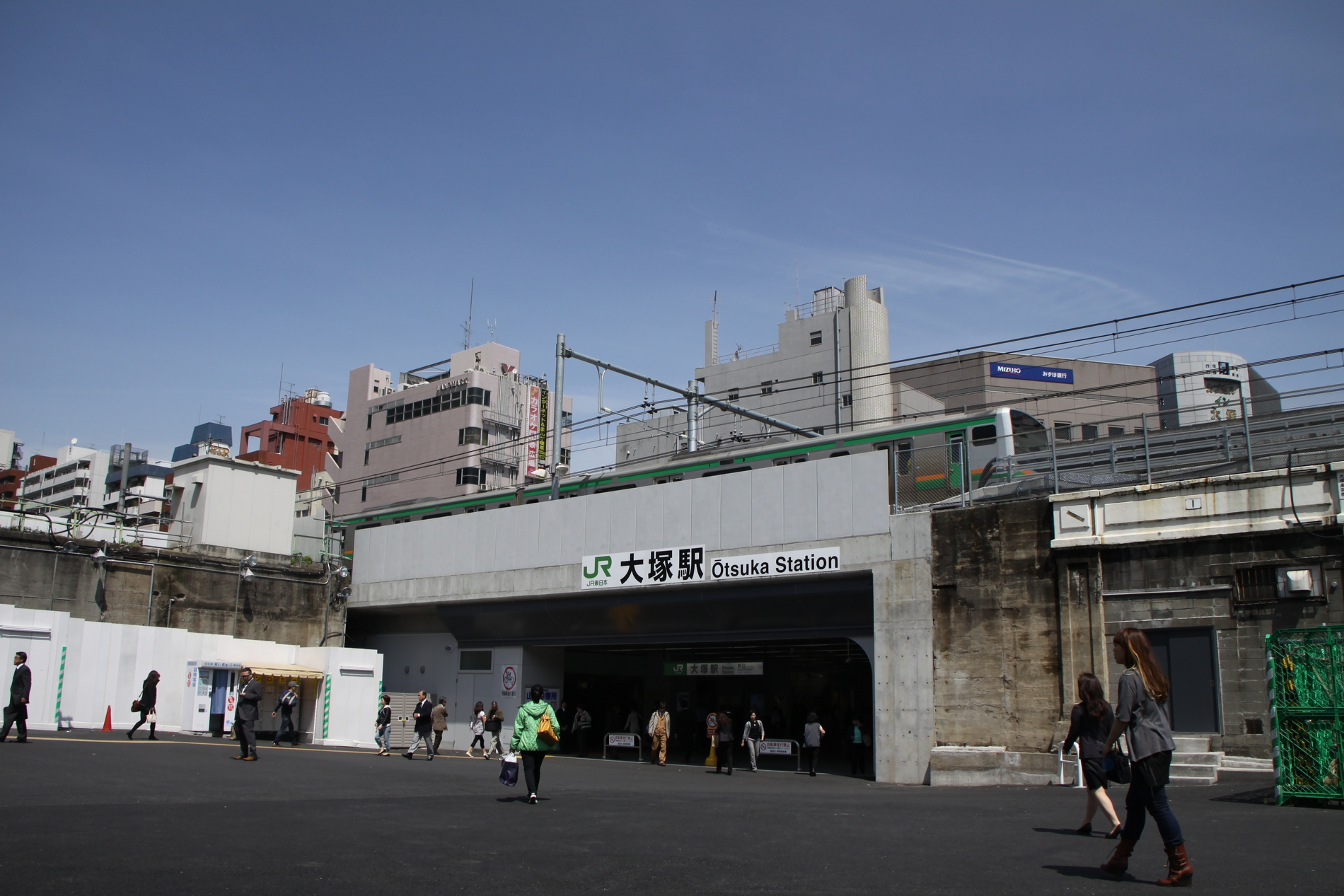
駅ビル建設前の南口（2010年4月）

#### 東京都交通局
- 1911年（明治44年）8月20日：王子電気軌道飛鳥山上（現・飛鳥山） - 大塚間開業時に大塚停留場として開業。
- 1913年（大正2年）4月5日：東京市電（現・東京都電車）大塚線の延伸に伴い大塚停車場前停留場が開業。まもなく大塚駅前停留場に改称。
- 1925年（大正14年）11月12日：王子電気軌道が大塚駅前 - 鬼子母神前を開業し、大塚駅前停留場が設置される。
- 1928年（昭和3年）12月25日：王子電気軌道の大塚停留場と大塚駅前停留場が統合、南北2線が連絡され直通開始。
- 1942年（昭和17年）2月1日：王子電気軌道が東京市に買収され、東京市電に組み込まれる。
  - 1911年開業区間が滝野川線、1925年開業区間が早稲田線となったが、これらは後に荒川線に統合されている。
- 1944年（昭和19年）：戦時体制により滝野川線・早稲田線の営業を休止[15]。
- 1946年（昭和21年）7月10日：滝野川線・早稲田線の営業を再開[16]。
- 1971年（昭和46年）3月18日：大塚線が廃止[注釈 1]。
- 2007年（平成19年）3月18日：ICカード「PASMO」の利用が可能となる[17]。

## 駅構造

### JR東日本
JR東日本ステーションサービスが駅業務を受託している巣鴨駅管理の業務委託駅。島式ホーム1面2線を有する高架駅。線路の南北の地上部分にそれぞれ南口と北口の駅舎が建てられていたが（特に南口は山手線の駅舎としては貴重な木造駅舎であった）、2棟とも2009年に解体され、バリアフリー対応などの改良工事が行われた。改良工事の進捗により、2008年6月1日より池袋寄りにエスカレーターが設置され、後にエレベーターも設置された。そして、2009年1月11日より新改札口を開設し、旧南口・北口および各切符売り場が廃止され、新出入口に移動したので、南口・北口間を改札を通る事なく行き来できるようになった。後に構内（いわゆる駅ナカ）に飲食店やパン店などが開店した。
2013年（平成25年）、駅南口に地上12階・地下1階の駅ビル「JR大塚南口ビル」が建造された。地下1階 - 地上4階には複合商業施設「アトレヴィ大塚」（2013年9月21日開業）が入っている他、スポーツ施設、保育園、オフィスなどが入居している。また都電大塚駅前停留場への連絡通路の確保や、環境に配慮した設備の導入などが成されている。

#### のりば
| 番線 | 路線   | 方向   | 行先                 |
| ---- | ------ | ------ | -------------------- |
| 1    | 山手線 | 内回り | 池袋・新宿・渋谷方面 |
| 2    | 山手線 | 外回り | 田端・上野・東京方面 |

（出典：JR東日本:駅構内図）

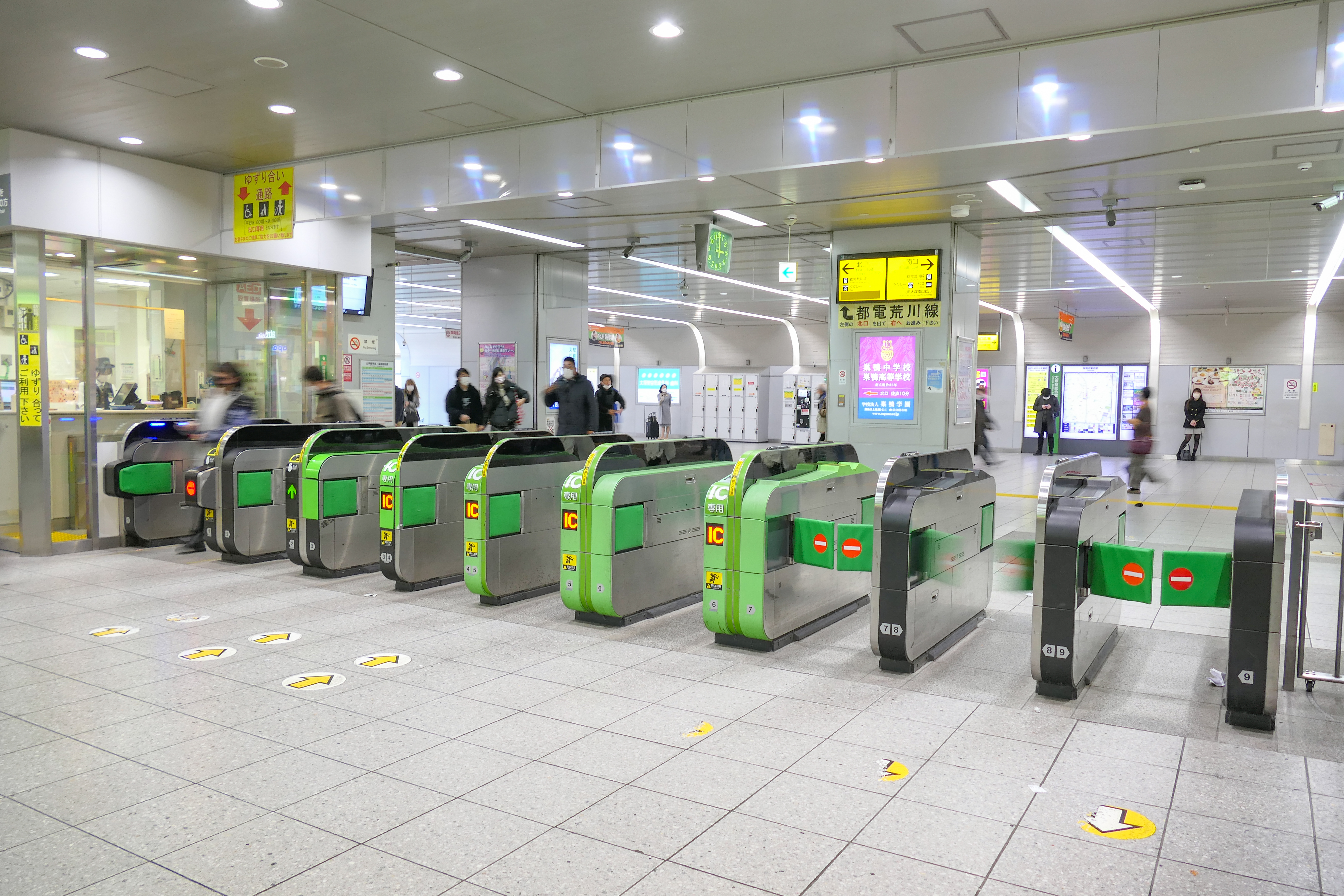
改札口（2022年12月）
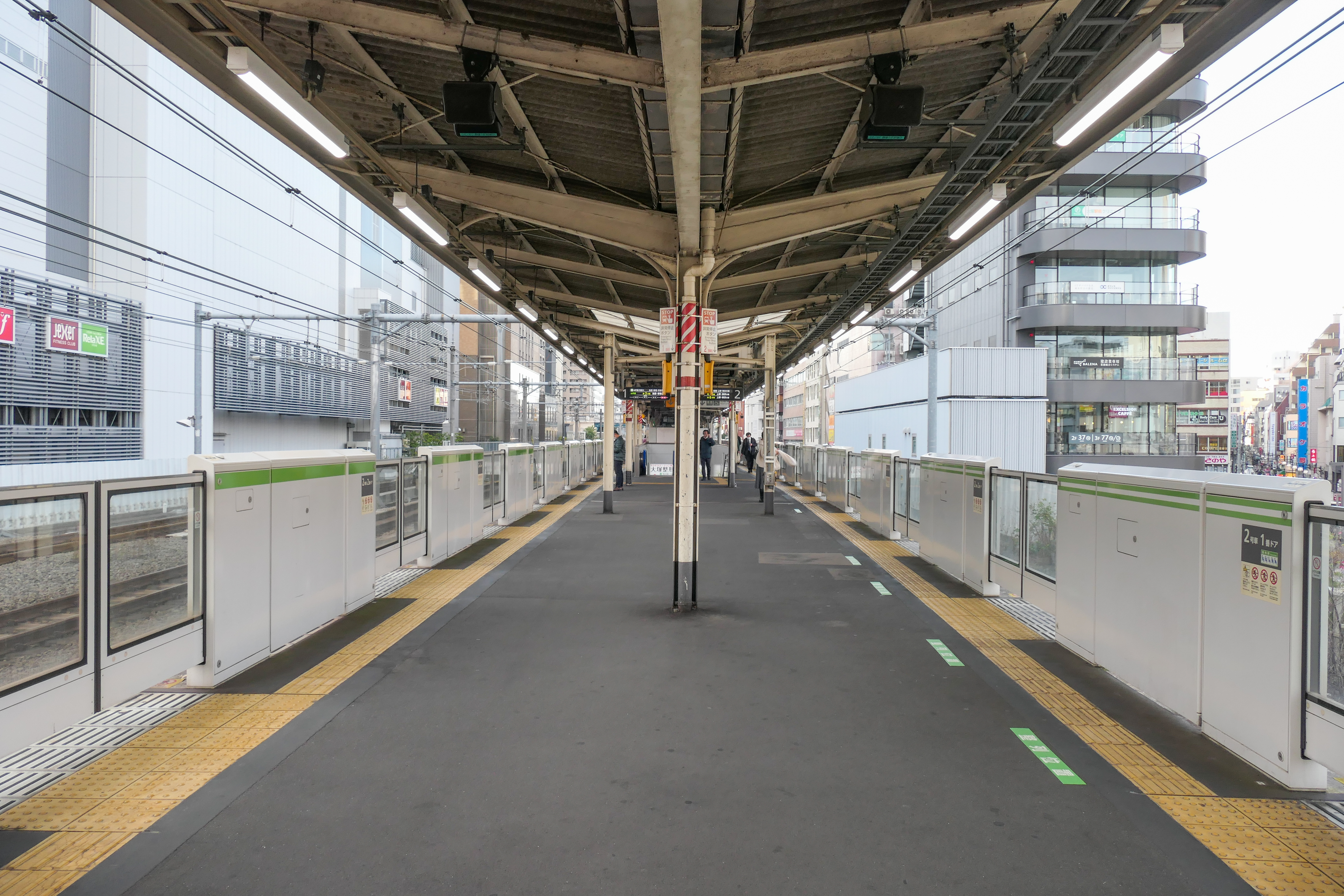
山手線ホーム（2022年12月）
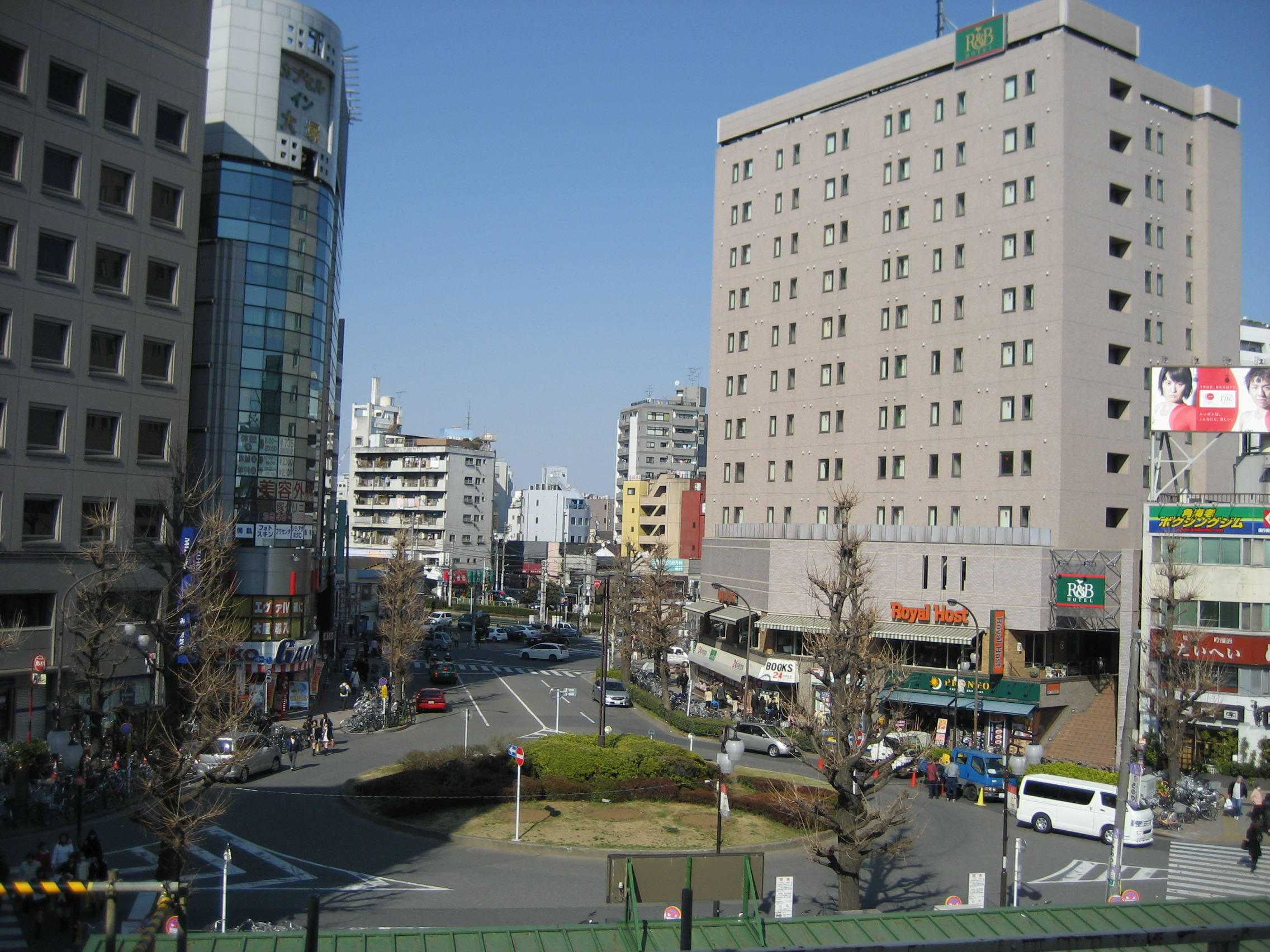
山手線ホームから見た北口方向
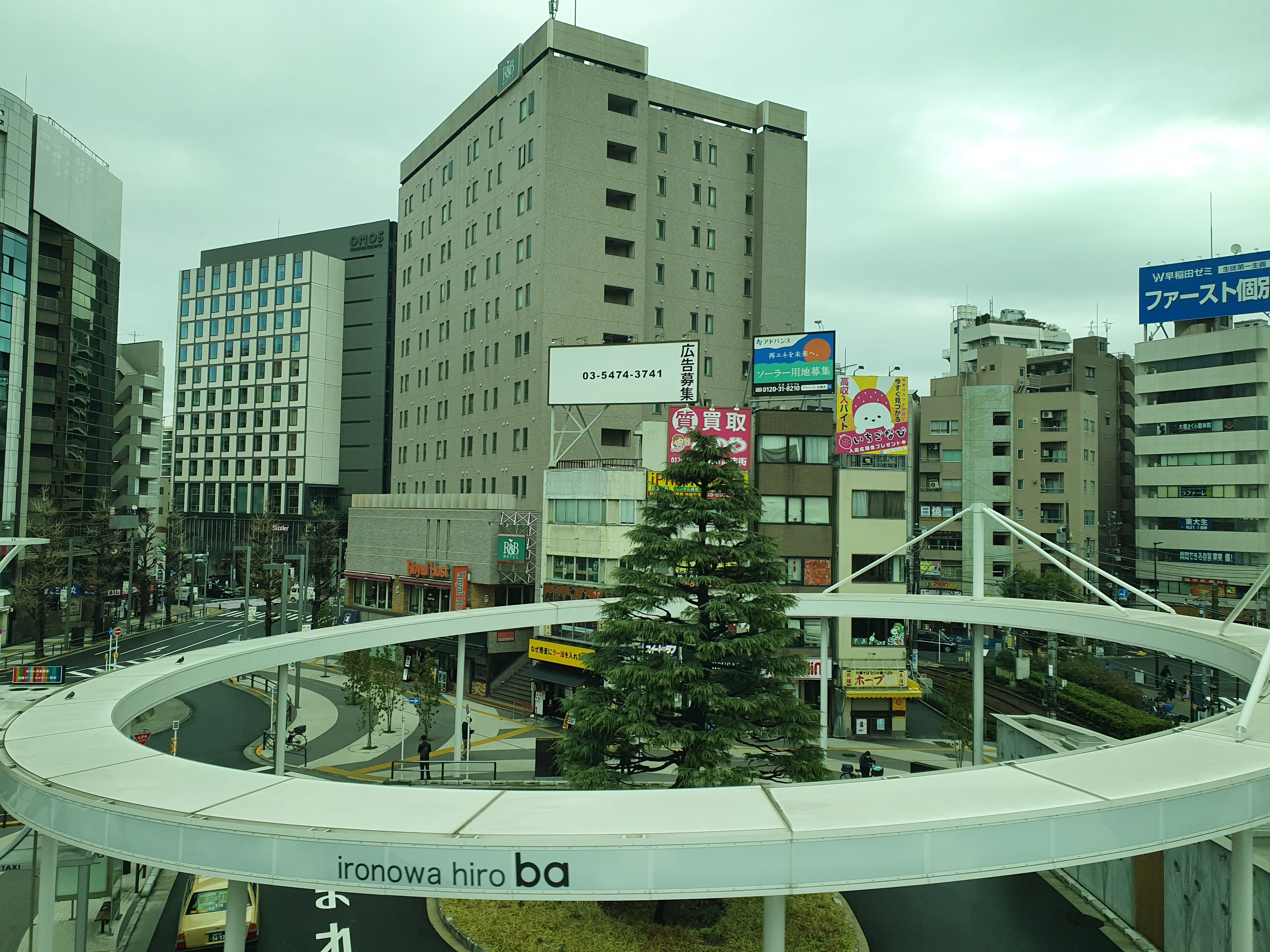
北口の駅前ロータリー

### 東京都交通局
相対式ホーム2面2線を有する地上駅。
JR高架下、大塚駅の巣鴨方、ガード下いっぱいに停留場が設けられている。同駅の南口・北口双方から当停留場に至ることが可能で、事実上JRの駅の自由通路を兼ねている。このホームを経由して大塚駅の南北を移動する人も多い。
西側の線路に上り（三ノ輪橋方面）、東側の線路に下り（早稲田方面）の電車が発着する。駅の向原方には渡り線があり、大塚駅前止まりの電車がこれを用いて転線する様子を見ることができる。同時に最大4両の列車が停車できる。(1線2両ずつ)下りホームの北端近くに窓口があり、定期券などを販売している。

#### のりば
| 乗車ホーム | 路線                            | 方向 | 行先         |
| ---------- | ------------------------------- | ---- | ------------ |
| 西側       | 都電荒川線 （東京さくらトラム） | 上り | 三ノ輪橋方面 |
| 東側       | 都電荒川線 （東京さくらトラム） | 下り | 早稲田方面   |

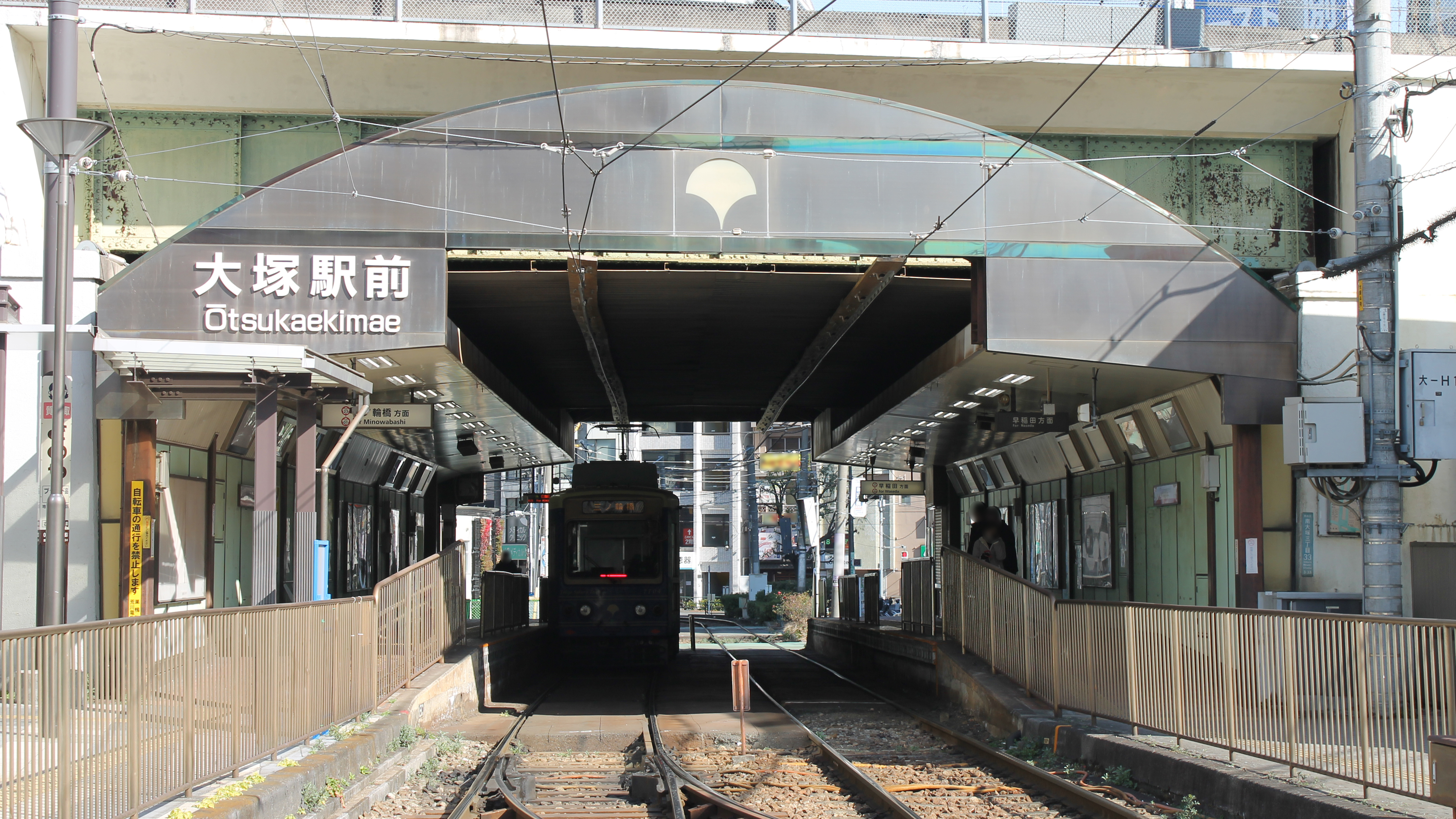
遠景（2021年2月）
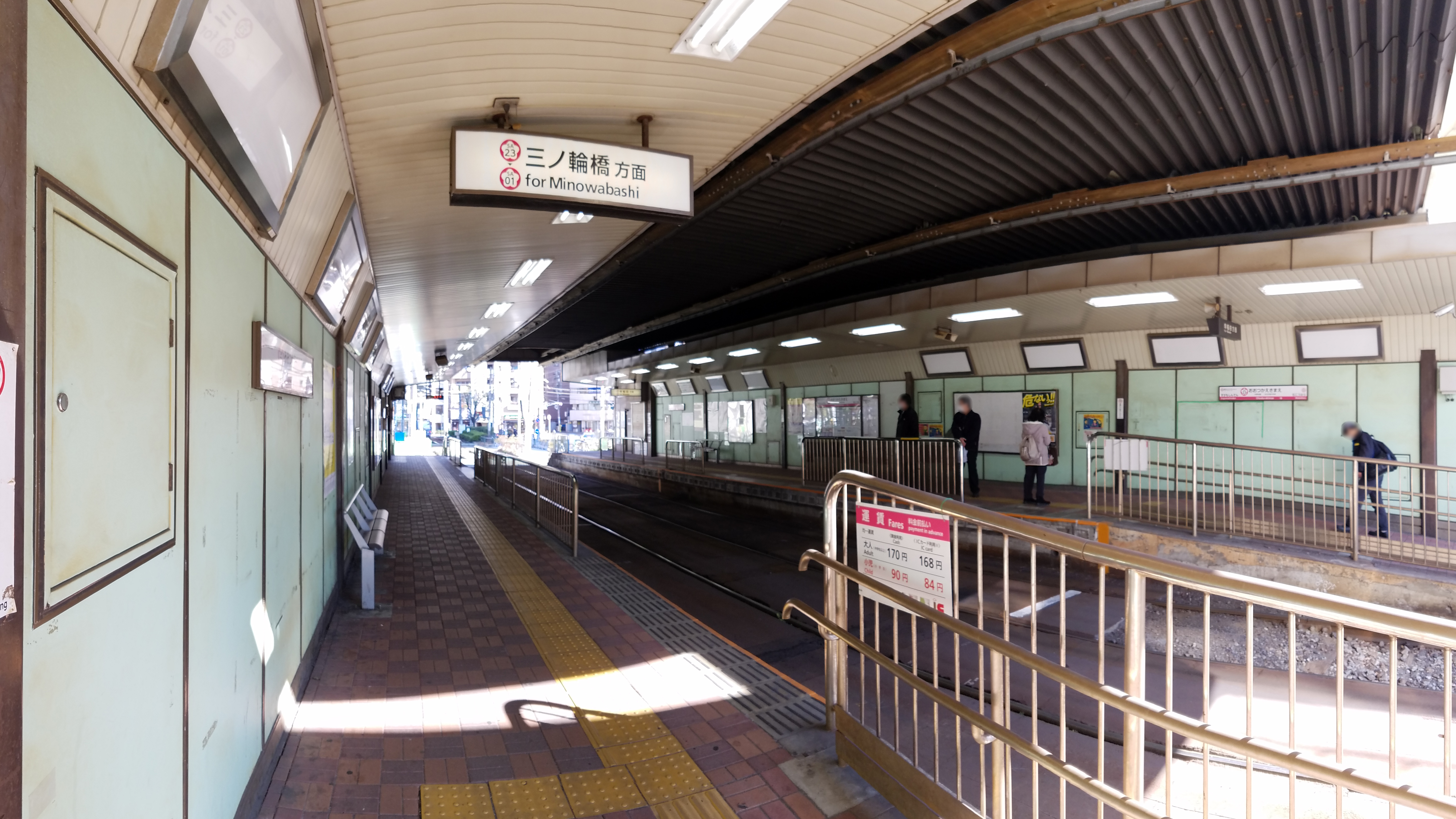
ホーム（2021年2月）
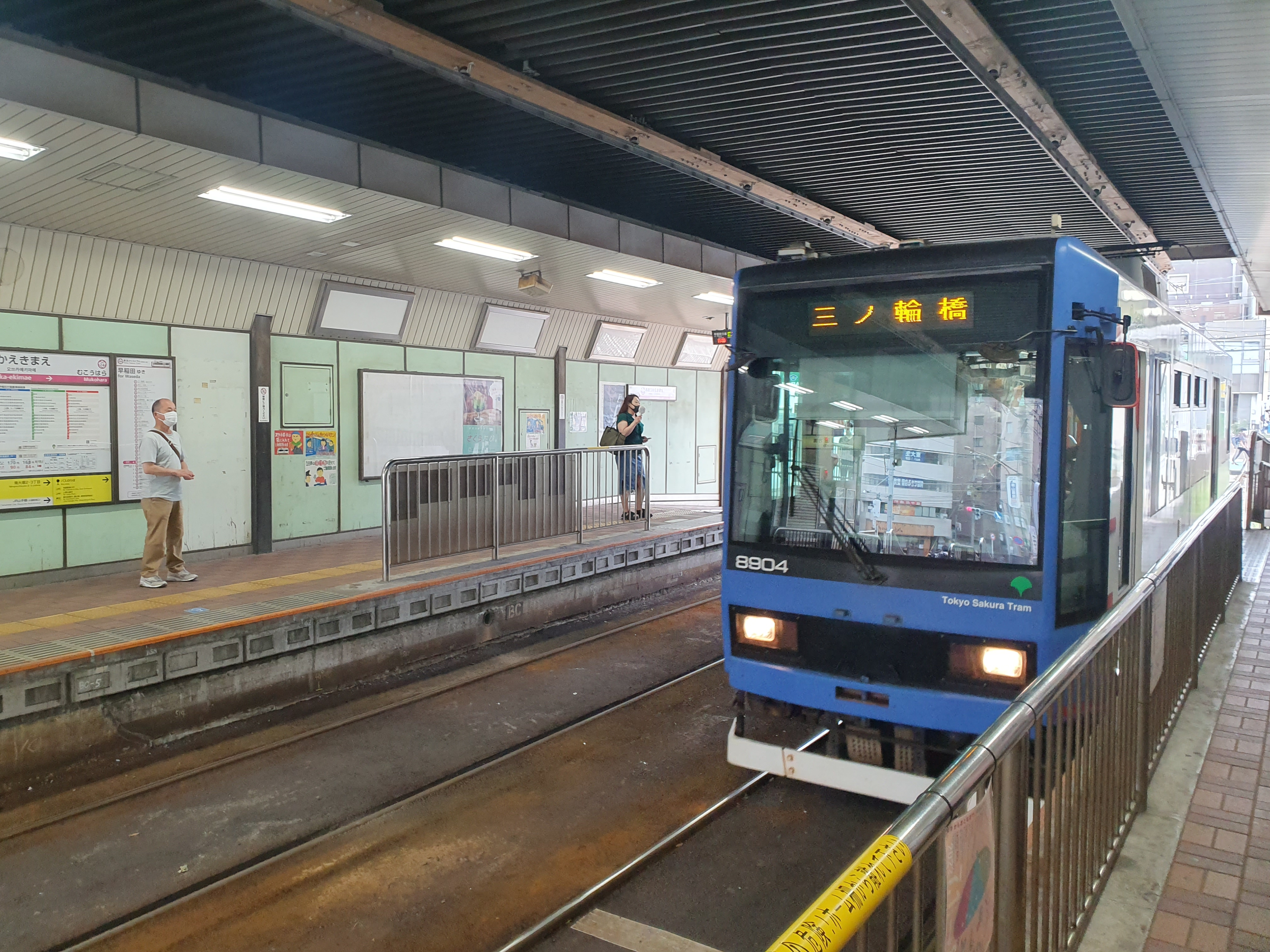
停車中の8900形電車（2022年7月）

## 利用状況
- JR東日本 - 2023年度（令和5年度）の1日平均乗車人員は52,252人である[利用客数 1]。
同社の駅ではさいたま新都心駅に次いで第83位。
- 東京都交通局 - 2020年度（令和2年度）の1日平均乗降人員は7,990人である[利用客数 2]。

### 年度別1日平均乗車人員（1900年代 - 1930年代）
各年度の1日平均乗車人員数は下表の通り。
| 年度               | 日本鉄道 / 国鉄 | 出典              |
| ------------------ | --------------- | ----------------- |
| 1903年（明治36年） | 66              | [ 東京府統計 1 ]  |
| 1904年（明治37年） | 64              | [ 東京府統計 2 ]  |
| 1905年（明治38年） | 73              | [ 東京府統計 3 ]  |
| 1907年（明治40年） | 159             | [ 東京府統計 4 ]  |
| 1908年（明治41年） | 161             | [ 東京府統計 5 ]  |
| 1909年（明治42年） | 220             | [ 東京府統計 6 ]  |
| 1911年（明治44年） | 560             | [ 東京府統計 7 ]  |
| 1912年（大正元年） | 668             | [ 東京府統計 8 ]  |
| 1913年（大正02年） | 1,023           | [ 東京府統計 9 ]  |
| 1914年（大正03年） | 1,397           | [ 東京府統計 10 ] |
| 1915年（大正04年） | 1,875           | [ 東京府統計 11 ] |
| 1916年（大正05年） | 2,528           | [ 東京府統計 12 ] |
| 1919年（大正08年） | 4,859           | [ 東京府統計 13 ] |
| 1920年（大正09年） | 6,049           | [ 東京府統計 14 ] |
| 1922年（大正11年） | 8,661           | [ 東京府統計 15 ] |
| 1923年（大正12年） | 13,495          | [ 東京府統計 16 ] |
| 1924年（大正13年） | 14,767          | [ 東京府統計 17 ] |
| 1925年（大正14年） | 15,633          | [ 東京府統計 18 ] |
| 1926年（昭和元年） | 18,305          | [ 東京府統計 19 ] |
| 1927年（昭和02年） | 19,872          | [ 東京府統計 20 ] |
| 1928年（昭和03年） | 21,876          | [ 東京府統計 21 ] |
| 1929年（昭和04年） | 20,744          | [ 東京府統計 22 ] |
| 1930年（昭和05年） | 18,826          | [ 東京府統計 23 ] |
| 1931年（昭和06年） | 16,931          | [ 東京府統計 24 ] |
| 1932年（昭和07年） | 16,051          | [ 東京府統計 25 ] |
| 1933年（昭和08年） | 16,471          | [ 東京府統計 26 ] |
| 1934年（昭和09年） | 17,251          | [ 東京府統計 27 ] |
| 1935年（昭和10年） | 17,559          | [ 東京府統計 28 ] |

### 年度別1日平均乗車人員（1953年 - 2000年）
| 年度               | 国鉄 / JR東日本 | 出典              |
| ------------------ | --------------- | ----------------- |
| 1953年（昭和28年） | 25,956          | [ 東京都統計 1 ]  |
| 1954年（昭和29年） | 27,707          | [ 東京都統計 2 ]  |
| 1955年（昭和30年） | 29,701          | [ 東京都統計 3 ]  |
| 1956年（昭和31年） | 32,282          | [ 東京都統計 4 ]  |
| 1957年（昭和32年） | 34,300          | [ 東京都統計 5 ]  |
| 1958年（昭和33年） | 36,459          | [ 東京都統計 6 ]  |
| 1959年（昭和34年） | 38,738          | [ 東京都統計 7 ]  |
| 1960年（昭和35年） | 41,983          | [ 東京都統計 8 ]  |
| 1961年（昭和36年） | 43,519          | [ 東京都統計 9 ]  |
| 1962年（昭和37年） | 47,526          | [ 東京都統計 10 ] |
| 1963年（昭和38年） | 50,382          | [ 東京都統計 11 ] |
| 1964年（昭和39年） | 53,014          | [ 東京都統計 12 ] |
| 1965年（昭和40年） | 54,339          | [ 東京都統計 13 ] |
| 1966年（昭和41年） | 55,856          | [ 東京都統計 14 ] |
| 1967年（昭和42年） | 54,823          | [ 東京都統計 15 ] |
| 1968年（昭和43年） | 55,346          | [ 東京都統計 16 ] |
| 1969年（昭和44年） | 51,099          | [ 東京都統計 17 ] |
| 1970年（昭和45年） | 51,110          | [ 東京都統計 18 ] |
| 1971年（昭和46年） | 51,369          | [ 東京都統計 19 ] |
| 1972年（昭和47年） | 52,551          | [ 東京都統計 20 ] |
| 1973年（昭和48年） | 52,466          | [ 東京都統計 21 ] |
| 1974年（昭和49年） | 54,501          | [ 東京都統計 22 ] |
| 1975年（昭和50年） | 53,992          | [ 東京都統計 23 ] |
| 1976年（昭和51年） | 55,419          | [ 東京都統計 24 ] |
| 1977年（昭和52年） | 53,608          | [ 東京都統計 25 ] |
| 1978年（昭和53年） | 53,137          | [ 東京都統計 26 ] |
| 1979年（昭和54年） | 52,801          | [ 東京都統計 27 ] |
| 1980年（昭和55年） | 51,156          | [ 東京都統計 28 ] |
| 1981年（昭和56年） | 51,216          | [ 東京都統計 29 ] |
| 1982年（昭和57年） | 50,803          | [ 東京都統計 30 ] |
| 1983年（昭和58年） | 50,678          | [ 東京都統計 31 ] |
| 1984年（昭和59年） | 49,967          | [ 東京都統計 32 ] |
| 1985年（昭和60年） | 49,668          | [ 東京都統計 33 ] |
| 1986年（昭和61年） | 50,134          | [ 東京都統計 34 ] |
| 1987年（昭和62年） | 48,997          | [ 東京都統計 35 ] |
| 1988年（昭和63年） | 51,622          | [ 東京都統計 36 ] |
| 1989年（平成元年） | 52,836          | [ 東京都統計 37 ] |
| 1990年（平成02年） | 57,030          | [ 東京都統計 38 ] |
| 1991年（平成03年） | 58,828          | [ 東京都統計 39 ] |
| 1992年（平成04年） | 60,208          | [ 東京都統計 40 ] |
| 1993年（平成05年） | 59,132          | [ 東京都統計 41 ] |
| 1994年（平成06年） | 57,334          | [ 東京都統計 42 ] |
| 1995年（平成07年） | 56,377          | [ 東京都統計 43 ] |
| 1996年（平成08年） | 56,389          | [ 東京都統計 44 ] |
| 1997年（平成09年） | 56,025          | [ 東京都統計 45 ] |
| 1998年（平成10年） | 55,978          | [ 東京都統計 46 ] |
| 1999年（平成11年） | 56,231          | [ 東京都統計 47 ] |
| 2000年（平成12年） | 54,956          | [ 東京都統計 48 ] |

### 年度別1日平均乗車人員（2001年以降）
| 年度               | JR東日本 | 出典              |
| ------------------ | -------- | ----------------- |
| 2001年（平成13年） | 55,198   | [ 東京都統計 49 ] |
| 2002年（平成14年） | 54,927   | [ 東京都統計 50 ] |
| 2003年（平成15年） | 54,532   | [ 東京都統計 51 ] |
| 2004年（平成16年） | 53,554   | [ 東京都統計 52 ] |
| 2005年（平成17年） | 52,510   | [ 東京都統計 53 ] |
| 2006年（平成18年） | 53,477   | [ 東京都統計 54 ] |
| 2007年（平成19年） | 53,442   | [ 東京都統計 55 ] |
| 2008年（平成20年） | 53,890   | [ 東京都統計 56 ] |
| 2009年（平成21年） | 53,295   | [ 東京都統計 57 ] |
| 2010年（平成22年） | 53,346   | [ 東京都統計 58 ] |
| 2011年（平成23年） | 51,861   | [ 東京都統計 59 ] |
| 2012年（平成24年） | 51,963   | [ 東京都統計 60 ] |
| 2013年（平成25年） | 53,142   | [ 東京都統計 61 ] |
| 2014年（平成26年） | 54,001   | [ 東京都統計 62 ] |
| 2015年（平成27年） | 55,726   | [ 東京都統計 63 ] |
| 2016年（平成28年） | 56,703   | [ 東京都統計 64 ] |
| 2017年（平成29年） | 57,330   | [ 東京都統計 65 ] |
| 2018年（平成30年） | 58,926   | [ 東京都統計 66 ] |
| 2019年（令和元年） | 58,882   | [ 東京都統計 67 ] |
| 2020年（令和02年） | 43,165   |                   |
| 2021年（令和03年） | 44,393   |                   |
| 2022年（令和04年） | 48,509   |                   |
| 2023年（令和05年） | 52,252   |                   |

## 駅周辺

### 北口
- 警視庁巣鴨警察署
- 豊島区東部区民事務所
- 東京都立文京高等学校
- 十文字中学校・高等学校
- 巣鴨中学校・高等学校
- ベストセラーズ広告本部
- 東横INN山手線大塚駅北口2
- 東横INN大塚駅北口1（山手線大塚駅北口2のほうが大塚駅に近い）
- みずほ銀行大塚支店
- 大塚駅前郵便局
- タイガー魔法瓶東京支店
- 萬劇場
- ピカソ 大塚北口駅前店

### 南口
- 東京メトロ丸ノ内線新大塚駅
- 東京都第四建設事務所
- 全日本年金者組合
- 都立大塚病院
- 南大塚ホール
- ホテルベルクラシック東京
- アパホテル〈山手大塚駅タワー〉
- ホテルリブマックス東京大塚駅前
- 写研本社
- 新陽社
- ベストセラーズ本社
- 三菱UFJ銀行大塚支店・巣鴨支店（両支店は同一ビル内に所在）
- りそな銀行池袋支店大塚出張所

### 南北を通過
- 南側：プラタナス通り - 北側：宮仲公園通り（東京都道436号小石川西巣鴨線）

## バス路線
都営バスの大塚駅前停留所が設けられている。かつては南口駅前広場に1番乗り場がある他は近辺の路上に設置されている状態だったが、駅前ロータリー整備に伴い、すべて大塚駅南口交差点部分に集約された。
- 1番乗り場
  - 都02：錦糸町駅前行・大塚二丁目行・春日駅前行・東京ドームシティ行
- 2番乗り場
  - 上60：上野公園行
- 3番乗り場
  - 上60：池袋駅東口行

## 隣の駅
東日本旅客鉄道（JR東日本）
 山手線
池袋駅 (JY 13) - 大塚駅 (JY 12) - 巣鴨駅 (JY 11)
東京都交通局
 都電荒川線（東京さくらトラム）
巣鴨新田停留場 (SA 22) - 大塚駅前停留場 (SA 23) - 向原停留場 (SA 24)

### 記事本文